# Çopan-Ata
Çopan-Ata (antiga ortografia Čopan-Ata) és una serralada de turons de prop d'un km de llarga a la riba sud del riu Zarafshan, just davant de Samarcanda. Va portar el nom de Kuhak (petita muntanya) fins al segle xix i de vegades també s'esmentava amb el nom de turons del Zarafshan. Çopan-Ata sembla el nom d'un santó musulmà, amb un mausoleu al cim d'un turo (la construcció del qual és atribuïda a Tamerlà). Hi havia pedreres d'argila que s'utilitzaran a l'edat mitjana a la ciutat de Samarcanda.
El 13 de maig de 1868 les tropes del kanat de Bukharà van enfrontar sense èxit al russos del general Constantí Petrovitx von Kauffmann, en una batalla a Çopan-Ata; l'endemà el general rus va entrar a Samarcanda.